# Данкерк (Охајо)
Данкирк (енгл. Dunkirk) град је у америчкој савезној држави Охајо.

## Демографија
По попису из 2010. године број становника је 875, што је 77 (-8,1%) становника мање него 2000. године.
| Група             | 2000.       | 2010.       |
| Белци             | 937 (98,4%) | 851 (97,3%) |
| Афроамериканци    | 0 (0,0%)    | 3 (0,3%)    |
| Азијати           | 2 (0,2%)    | 4 (0,5%)    |
| Хиспаноамериканци | 2 (0,2%)    | 4 (0,5%)    |
| Укупно            | 952         | 875         |